# Dear Evan Hansen
Dear Evan Hansen is een Amerikaanse musical uit 2015. De muziek en teksten zijn geschreven door Benj Pasek en Justin Paul.
In december 2016 ging de musical in première in het Music Box Theatre in Broadway, na de wereldpremière in de Arena Stage in Washington. Van maart tot mei 2016 speelde de musical ook in het Second Stage Theatre.
Bij de 71e Tony Awards werd de musical genomineerd voor negen prijzen en won er zes, waaronder die voor beste acteur in een musical (Ben Platt), beste actrice in een musical (Rachel Bay Jones), beste musical en beste muziekstuk. 
Sinds juni 2025 speelt de musical in diverse Nederlandse theaters. De Nederlandse versie ging op 16 juni 2025 in première in DeLaMar in Amsterdam.

## Oorsprong
De musical begint met een voorval dat plaatsvond tijdens Paseks middelbareschooltijd op de Friends' Central School. De musical gaat over het idee van een tiener, Platt's Evan Hansen, die een belangrijke rol voor zichzelf verzint in een tragedie die hij niet heeft verdiend.

## Plot
Het verhaal gaat over Evan Hansen, een jongen met een sociale fobie die zo graag aansluiting vindt bij zijn leeftijdsgenoten dat hij een band verzint met een overleden student om dichter bij de familie van de jongen te komen.

## Personages
- Evan Hansen - Een middelbarescholier met sociale angst. Hij krijgt van zijn therapeut de opdracht brieven aan zichzelf te schrijven over waarom elke dag goed zal zijn, wat de katalysator wordt voor het plot van het verhaal (vandaar de naam, Dear Evan Hansen).
- Heidi Hansen - Evan's moeder, een verpleegster-assistente die 's avonds een opleiding tot juridisch medewerker volgt, waardoor Evan er vaak alleen voor staat.
- Zoe Murphy - Connor's jongere zus en Evan's grote liefde. Ze was nooit close met Connor, haatte hem zelfs en vond hem een monster, maar wenste dat ze hem beter had gekend en wendt zich tot Evan nadat hij liegt en zegt dat hij bevriend was met Connor.
- Cynthia Murphy - Connor en Zoe's huismoeder. Ze probeert voortdurend om haar fragiele gezin niet uit elkaar te laten vallen, maar slaagt daar vaak niet in.
- Larry Murphy - Connor en Zoe's drukke en afstandelijke vader.
- Connor Murphy - Een middelbarescholier die, net als Evan, een sociaal buitenbeentje is zonder vrienden, en een frequente drugsgebruiker, die high wordt om met zijn agressieve en gewelddadige neigingen om te gaan.
- Alana Beck - Evan's serieuze maar melodramatische klasgenote. Ze is voortdurend op zoek naar academische en buitenschoolse activiteiten om haar kansen op de universiteit te vergroten.
- Jared Kleinman - Evan's koddige en sarcastische vriend. Hij helpt Evan en Alana bij de oprichting van The Connor Project.

## Discografie
Eerste bedrijf
- "Anybody Have a Map?" – Heidi, Cynthia
- "Waving Through a Window" – Evan
- "Waving Through a Window (Reprise #1)"[a] – Evan
- "Waving Through a Window (Reprise #2)"[a] – Alana
- "For Forever" – Evan
- "Sincerely, Me" – Connor, Evan, Jared
- "Requiem" – Zoe, Cynthia, Larry
- "If I Could Tell Her" – Evan, Zoe
- "Disappear" – Connor, Evan, Alana, Jared, Larry, Cynthia, Zoe
- "You Will Be Found" – Evan, Alana, Jared, Zoe, Company, VC (virtuele gemeenschap)

Tweede bedrijf
- "Sincerely, Me (Reprise)"[a] – Connor, Jared
- "To Break In a Glove" – Larry, Evan
- "Only Us" – Zoe, Evan
- "Good for You" – Heidi, Alana, Jared, Evan
- "For Forever (Reprise)"[a] – Connor
- "You Will Be Found (Reprise)"[a] – Alana, Jared, VG
- "Words Fail" – Evan
- "So Big / So Small" – Heidi
- "Finale" – Evan, Company

1. 1 2 3 4 5  Niet op de cd.

## Nederlandse productie

### Rolverdeling[4]
- Evan Hansen - Ward van Klinken
- Heidi Hansen - Marlijn Weerdenburg
- Connor Murphy - Pepijn van den Berg
- Zoe Murphy - Lisa Schol
- Cynthia Murphy - Cystine Carreon / Nyncke Beekhuyzen
- Larry Murphy - Alex van Bergen
- Jared - Dave Rijnders
- Alana - Naima Bayo

### Creatives[4]
- Antoine Uitdehaag - regisseur
- Daan Wijnands - choreograaf
- Danny Westerweel - vertaler[5]
- MediaLane / Theateralliantie - producent